# فاوستو كلينجر
فاوستو كلينجر هو لاعب كرة قدم إكوادوري في مركز الدفاع، ولد في 4 نوفمبر 1976 في كوينكا في الإكوادور. لعب مع نيويورك ريد بولز.

## وصلات خارجية
- فاوستو كلينجر على موقع الدوري الأمريكي (الإنجليزية)
- فاوستو كلينجر على موقع قاعدة بيانات كرة القدم.إي يو (الإنجليزية)
- فاوستو كلينجر على موقع ناشيونال فوتبول تيمز (الإنجليزية)